# Petr Hana (politik)
Petr Hana (10. června 1836 Domažlice – 28. června 1908 Praha-Krč) byl český obchodník, podnikatel a politik za stranu mladočechů, mecenáš a dlouholetý purkmistr (starosta) Domažlic. Během jeho funkčního období prošlo město výraznou modernizací a rozvojem.

## Život

### Mládí
Narodil se v Domažlicích v západních Čechách v zajištěné rodině krejčovského mistra Petra Hany a Anny Hanové, rozené Johánkové. Navzdory přání otce věnovat se tkaničkářství se vyučil obchodníkem v Českých Budějovicích, město jej silně vlastenecky a intelektuálně ovlivnilo. Roku 1861 se vrátil zpět do Domažlic, kde si v domě č. 137 na náměstí otevřel obchod se smíšeným zbožím.

### Starosta města

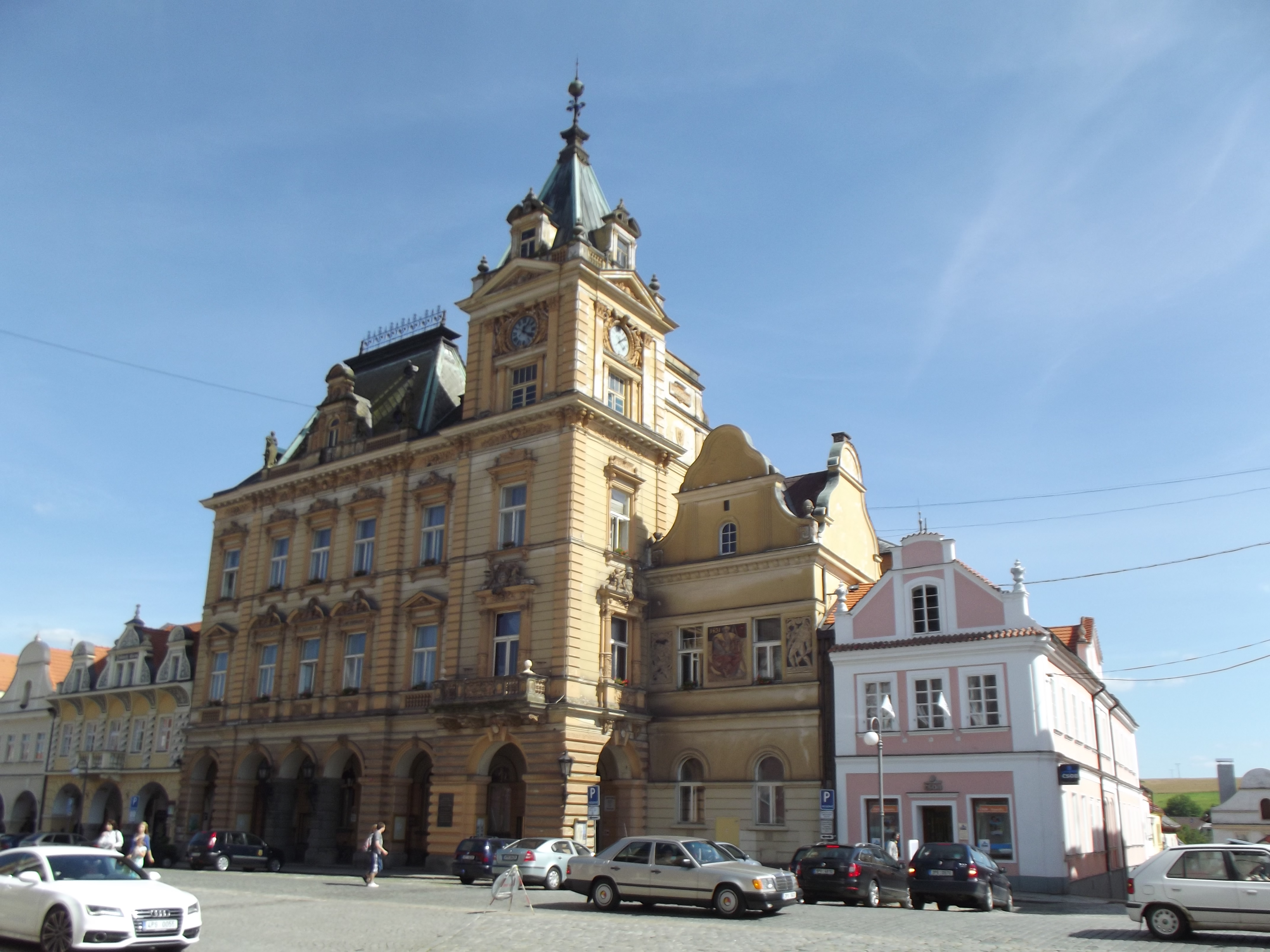
Nová budova radnice v Domažlicích

Od roku 1868 se Petr Hana aktivně účastnil politického života v Domažlicích jako člen městské rady. Vstoupil do strany mladočechů, tvořil tak politickou opozici městského lékaře Antonína Steidla a Maxe Duffka, místním příslušníkům strany staročechů, se kterými stejně tak čile spolupracoval. Roku 1888 byl zvolen městským purkmistrem, úřadu se však mohl ujmout až 17. dubna 1889. Ve funkci vystřídal Jana Halíka. Inicioval zbudování chlapecké a dívčí školy, rozšíření a modernizaci městské nemocnice, zřízení veřejné knihovny a čítárny, stavbu kanalizace a budovy nové radnice. Jako zakladatel a předseda místního okrašlovacího spolku se podílel na zřízení stromořadí a městských sadů, rozšíření prostor a sbírek muzea. Spolu se Steidlem a Duffkem v Domažlicích zřídili také roku 1893 jeden z prvních oddílů Klubu českých turistů, jehož byl Hana předsedou až do roku 1905.

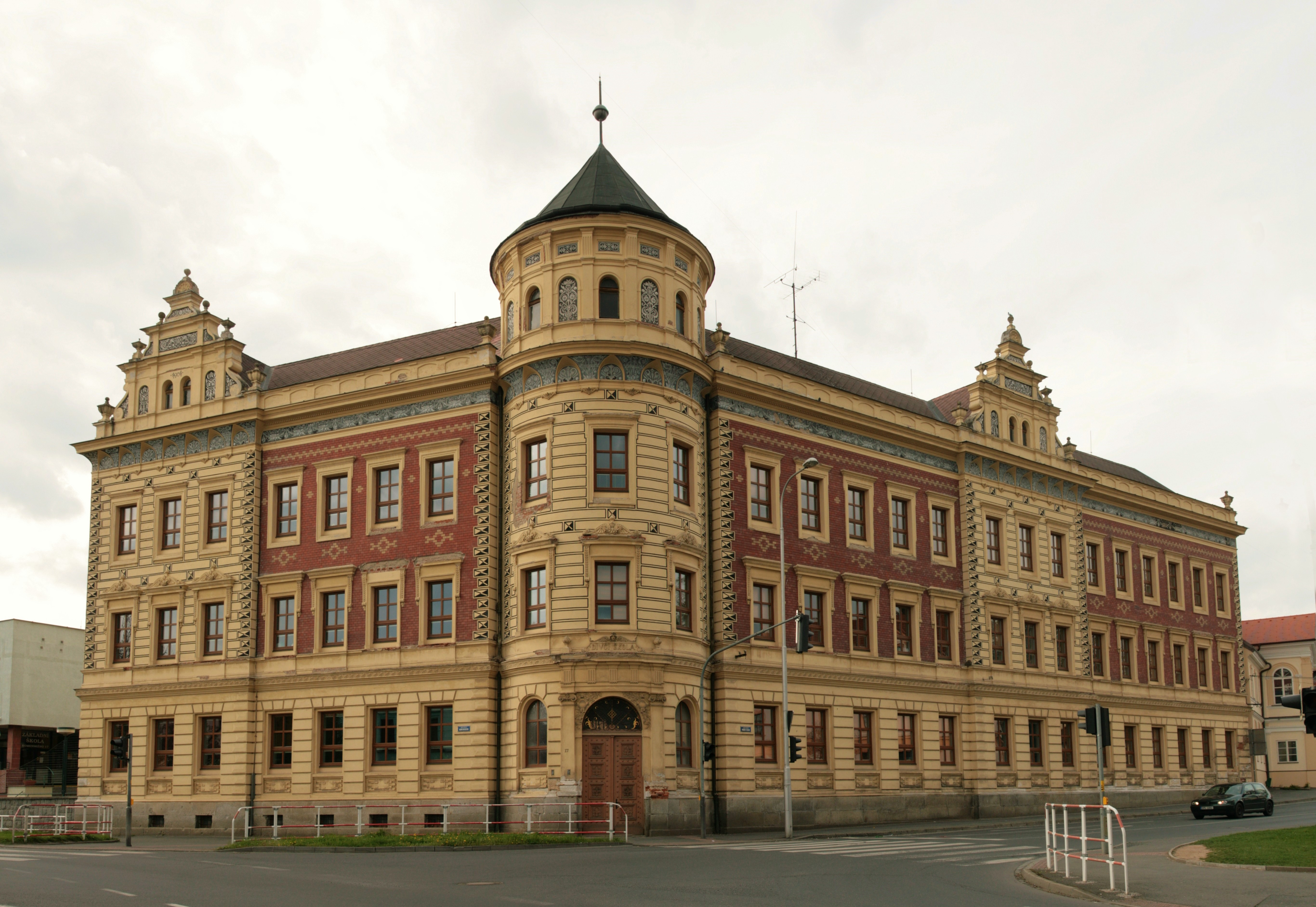
Dívčí škola v Domažlicích

Svým působením výrazně posiloval český kulturní vliv v Domažlicích, jehož okolí bylo většinově osídleno německy mluvícím obyvatelstvem. Hana byl členem Měšťanské besedy, Sokola, spoluzaklatelem vlasteneckého spolku Chod a celé řady dalších organizací. Politicky podporoval Tomáše Garrigue Masaryka ve volbách do Říšské rady při získání jeho prvního mandátu poslance za místní poslanecký okres. 22. února 1891 také v Bautzově hotelu v Domažlicích proběhla předvolební debata, proti Masarykovi kandidoval Antonín Steidl. Po Masarykově vítězství navštívil nově zvolený poslanec Domažlice ještě téhož roku na podzim a znovu roku 1893.
Za jeho přínos v obecní správě mu byl roku 1899 císařem Františkem Josefem I. udělen Zlatý záslužný kříž s korunou.

### Úmrtí
Po roce 1905 se u Hany rozvinula těžká psychická choroba, která mu nadále znemožnila výkon mandátu. Na přímluvu Antonína Steidla byl přijat do sanatoria pro choromyslné v pražské Krči. Domažlické městské zastupitelstvo ještě téhož roku vybralo Hanova nástupce, kterým se stal Jan Ludvík.

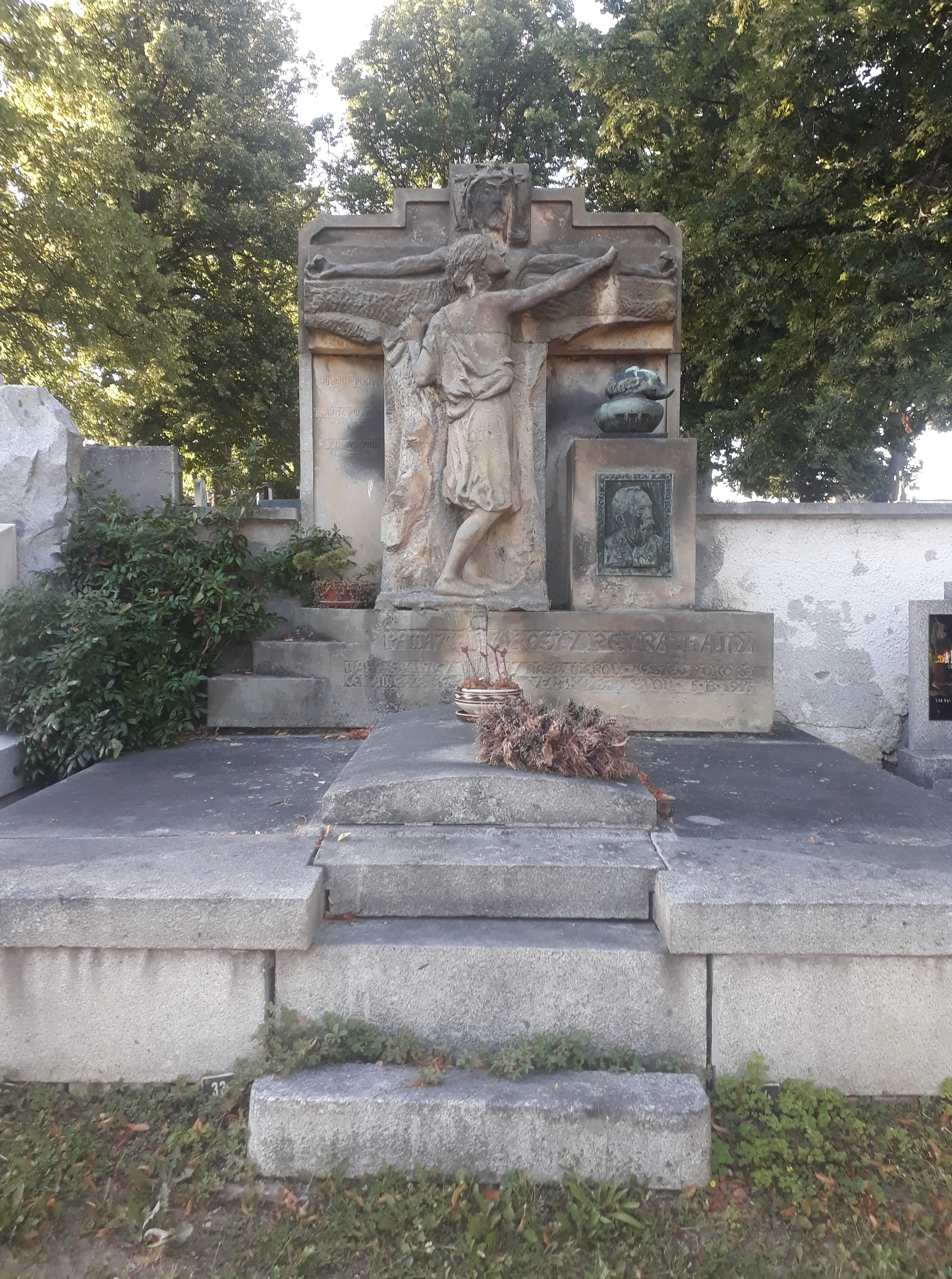
Hrobka rodiny Hanovy na hřbitově v Domažlicích (autor František Bílek)

Petr Hana zemřel 23. června 1908 v krčském sanatoriu ve věku 72 let a byl pohřben v majestátní hrobce na Městském hřbitově v Domažlicích. Sochařskou výzdobu hrobky, postavu truchlící ženy a Krista, vytvořil sochař František Bílek.

## Památka
Roku 1933 byl v nově zřízených Hanových sadech odhalen pomník Petra Hany s bustou od sochaře Aloise Langenbergera.